# Universia
Universia és la Xarxa d'universitats més important d'Iberoamèrica, constituïda per més de 500 universitats de 8 països. És referent internacional de relació universitària i compta amb el mecenatge de Banco Santander.
A més, és una plataforma digital oberta i gratuïta que permet als estudiants impulsar la seva carrera professional mitjançant l'accés a ofertes de feina i pràctiques laborals. Ofereix accés a pràctiques, fires d'ocupació, portals d'ocupació, competicions i esdeveniments.
Ana Botín és presidenta de Banco Santander i d'Universia, mentre que Javier Roglá n'és el CEO des del 2018.

## Activitat
La seva activitat se centra en:
- Suport als estudiants: Els ajuda a dissenyar i optimitzar el seu CV mitjançant intel·ligència artificial per millorar el seu impacte en els processos de selecció. També facilita l'accés a fires d'ocupació, competicions de talent i altres esdeveniments.
- Col·laboració amb universitats: Permet a les universitats i centres formatius connectar el seu talent amb empreses, gestionant de manera unificada les ofertes de pràctiques i ocupació mitjançant processos digitalitzats.
- Vinculació amb empreses: Facilita a les empreses l'accés a estudiants de tota Iberoamèrica, ajudant-les a atreure el millor talent amb tecnologia avançada en recursos humans per a la publicació i gestió d'ofertes.

En els últims anys, ha reforçat el seu paper com a portal d'ocupació orientat al talent, especialment en l'àmbit STEAM.
Universia continua adaptant-se a les necessitats del mercat laboral, centrant-se en la digitalització i la innovació per seguir sent un pont entre el talent i les oportunitats professionals.

## Visió i missió
La seva missió és potenciar el coneixement i l'accés a millors oportunitats laborals per a estudiants universitaris i graduats amb fins a dos anys d'experiència. Facilita que universitats i centres formatius apropin el seu talent a les empreses perquè aquest trobi una feina.

## Història
- 2000: Es crea Universia a Espanya, amb l'objectiu d'agrupar a les universitats iberoamericanes entorn d'un únic espai en Internet. Des de la seva creació compta amb el mecenatge de Banco Santander i el suport de la comunitat universitària iberoamericana.
- 2000-2005: Universia estén la seva activitat a Argentina, Brasil, Xile, Colòmbia, Mèxic, Perú, Portugal, Puerto Rico i Uruguai.
- 2005: Se celebra la I Trobada Internacional de Rectors d'Universia[1] a Sevilla. El Projecte es consolida com a Xarxa d'universitats i inicia un procés d'acostament a l'empresa.
- 2005-2008: Universia amplia la seva activitat fins a completar la regió iberoamericana.
- 2010: S'organitza la II Trobada Internacional de Rectors d'Universia[2] a Guadalajara, Mèxic. Es desenvolupen i impulsen projectes i serveis amb les universitats i per a les empreses.
- 2008-2013: Universia comença a explorar noves geografies amb l'objectiu d'enfortir el seu lideratge com a eina de relació entre universitats. Es concreten acords amb universitats dels EUA per al desenvolupament de projectes vinculats a publicacions acadèmiques i ocupació per a universitaris.
- 2014-2016: En 2014 té lloc la III Trobada Internacional de Rectors[3] a Río de Janeiro, Brasil. L'activitat es concreta principalment en accions que fomenten l'ocupació, la formació i la difusió del coneixement a través d'internet.
- 2018: Salamanca (Espanya), amb la participació de més de 700 líders universitaris de 26 països, va acollir el V Trobada Internacional de Rectors. Es va reflexionar sobre els principals reptes de les universitats: el món digital, la investigació i la contribució al desenvolupament social i territorial.[4]
- 2023: València (Espanya) va ser la seu del IV Trobada Internacional de Rectors, amb prop de 700 líders universitaris de 14 països, que representaven 14 milions d’estudiants, juntament amb personalitats de la política, l’empresa i beneficiaris dels programes de Santander Open Academy i Santander X.[5]

## Serveis
Els serveis universitaris tenen com a objectiu col·laborar amb les universitats en els serveis que poden oferir als seus professors, estudiants o a la societat en el seu conjunt. En aquest sentit, es treballa en ocupació i formació.
- Ofereix accés a pràctiques, fires d'ocupació, portals d'ocupació, competicions i esdeveniments.
- Trobades de Rectors[6]
- Gestió de pràctiques professionals
- Intermediació de primer empro
- Consultoria amb focus en el sector universitari

- Fires virtuals